# 易班
易班是一个融合新闻、论坛、博客、微博、社交等功能的综合性实名制网络平台，以推进中国大陆高等院校的思想政治教育为目的。该网站由上海开放大学下属之上海易班企业发展有限公司运营，其目标用户群体为中国大陆高校的师生。

## 历史
2007年8月，上海市教委开始设想建设一个名为“易班”的上海市高等学校思想政治教育网络平台。2009年，易班基于上海交通大学主办的“上海大学生在线”网站上一个栏目“E-class”重新开发，成为独立网站；2009年9月，上海交通大学、东华大学、上海海洋大学等4所高校试点建设“易班”网络社区。2010年8月，时任中共中央总书记胡锦涛对《沪高校网上社区“易班”成为思政教育新阵地》报道作出批示，充分肯定了易班建设的做法，对易班发展提出了明确的要求。同年开始逐步扩大试点。2011年，时任国务院副总理刘延东指示，要求教育部加大支持力度，让“易班”走出上海、走向全国。2012年9月，易班实现了上海高校的全覆盖，并开始在厦门大学、西华大学进行试点。
2014年，教育部和国家互联网信息办公室联合发布通知和易班推广计划：在2017年之前，通过三个阶段全面推广易班。从而“加大学生网络互动社区和主题教育网站建设，促进网络思想政治教育创新和网络舆论生态改善，为全面深化教育领域综合改革、提高人才培养质量、营造清朗网络空间提供坚实支撑，创造良好条件”。

## 功能
易班融合了新闻、SNS、微博、博客、相册、论坛、网盘等功能。在注册账号并通过校园认证之后，用户即可获取本校新闻动态，与自己所在学校、学院、班级等各级组织和自己的老师同学进行交流，收看慕课、讲座等。各级组织也可以通过易班发布资讯，例如公告、教学资源等，便于进行思想教育、解决日常事务、以及开展各种活动等。

## 评价

### 正面评价
易班得到了中华人民共和国教育部和国家互联网信息办公室的支持。易班的推广和建设也成为了高校的重点工作之一。很多高校设立了“易班工作站”、“易班发展中心”的专门机构，并由学校团委、学生工作部门和部分学生主持工作，以支持本校易班平台的发展。易班开办的初衷在于对中国大陆的高校学生、中职学生进行思想政治教育，通过网络，使得相关教育更能让大学生接受，成为了思想政治教育的有效载体。易班甚至可以被用于舆情监测和舆情引导，以达到维护社会稳定的效果。
有专家认为，易班恰恰打破了传统互动类网站的模式，大胆融合了论坛、社交网络、博客、微博等主流应用，如今则更多向移动客户端发展，有鲜明的大学特色，有班级、学校的层级，鼓励个性发挥，同时又使跨校交流变得轻松。另一方面，不同于人人、开心、微博等商业社交网站，因为立足公益，又集中了教学资源，更能让学生在网上享受现实校园生活的乐趣。
在2014年《人民日报》的报导中，因该平台具有师生交流，收听本校及他校讲座及慕课、策划学生活动等众多功能，易班被评价为“大学百事通”；部分大学教职人员还认为，易班的功能丰富且易用，能够实现课堂的教学改革，其立足公益、集中教学资源的性质也让学生能享受校园内生活的乐趣；此外，易班鼓励学生、教师生成内容的互动形式也被部分学校教职人员认为具有促进网络和谐、充实网络内容的战略价值。

### 负面评价
由于高校通过行政手段强制推广易班，有高校将其与学生学分挂钩，使得易班的手机应用受到了不少大学生的批评。此外，曾在部分高校出现“不注册易班的同学，取消毕业资格”的误会。
易班的技术开发力度不足，在推广过程中体现出很强的行政强制性，加之平台本身娱乐性过弱，及易班本身存在的局限性，使得它的使用率低，用户黏度不高。对于学生而言，由于已经习惯微博、微信等平台，很多人仅仅把注册易班作为一个任务而敷衍了事。对于教师而言，由于学习成本较高，自身时间有限，推广也存在一定的困难。福建师范大学的相关研究也指出，过分依赖行政力量、引导方式单一化是易班用户黏度低的四个主要原因之一。广州工商学院的相关文章指出，强制要求注册易班不免会引发学生的逆反心理，使学生产生抗拒。